# Мекорот
Мекорот (хе. מקורות; дословно Извори) је национална компанија за воду а и водећа агенција за управљање водним ресурсима.
Мекорот је основан 1937. године. Снабдјева 90% Израела питком водом и 80% његових залиха воде. Компанија посједује 3.000 постројења широм земље за снабдјевање водом, контролу квалитета воде, инфраструктуру, канализације за пречишћавање, одслањивање, побољшање кишнице, и друго. Мекорот надгледа функционисање 800 пумпних станица, 1,200 извора, 2,400 пумпе, 10,500 км цјевовода великог пречника, 750 стоваришта бетона и челика и 90 великих депонија земље.